# شاه‌گل رضایی
شاه‌گل رضایی (زاده ۱۳۵۸ در کابل)، نماینده مردم غزنی در مجلس نمایندگان افغانستان، عضو اسبق شورای عالی جنبش روشنایی است.

## زندگی‌نامه
شاه‌گل رضایی دختر شیرعلی، متولد سال ۱۳۵۸ خورشیدی در کابل و اصالتاً از ولسوالی جاغوری ولایت غزنی است. وی در سال ۱۳۸۰ خورشیدی، از لیسه زینبیه ولسوالی جاغوری فارغ‌التحصیل شده و مدرک لیسانس را از رشته حقوق و علوم سیاسی دانشگاه کابل در سال ۱۳۹۰ به دست آورده‌است. از سال ۱۳۷۶ تا ۱۳۸۲ خورشیدی، به شغل معلمی و از سال ۱۳۸۲ تا ۱۳۸۴ خورشیدی، مدیر لیسه نسوان زینبیه چوب بدره زار جاغوری، ایفای وظیفه نموده‌است. رضایی، در سال ۱۳۸۴ پیش از اینکه عضو ولسی جرگه در دورهٔ پانزدهم گردد، عضویت خانه فرهنگ و هنر جاغوری را داشت و ویرایشگر ماهنامه جاغوری بود.

## حمایت از اشرف غنی در انتخابات
شاه‌گل رضایی در انتخابات ریاست‌جمهوری افغانستان ۱۳۹۳ از اشرف غنی احمدزی حمایت کرد.

## انتخابات مجلس ۱۳۹۷
شاه‌گل رضایی در انتخابات مجلس ۱۳۹۷ از طرف مردم کابل خود را نامزد حضور در پارلمان هفدهم کرد. اما بعدها به دلایل مختلف از جمله شفاف نبودن انتخابات، توزیع صدها هزار شناسنامه جعلی با برچسب تقلبی، ضعف حکومت در تأمین امنیت، از رقابت انتخابات مجلس نمایندگان انصراف داد.